# Dragon View
Dragon View (スーパードラッケン?, Super Drakkhen) è un videogioco di ruolo del 1994 sviluppato e pubblicato per Super Nintendo Entertainment System.